# Volby do Evropského parlamentu ve Spojeném království 2009

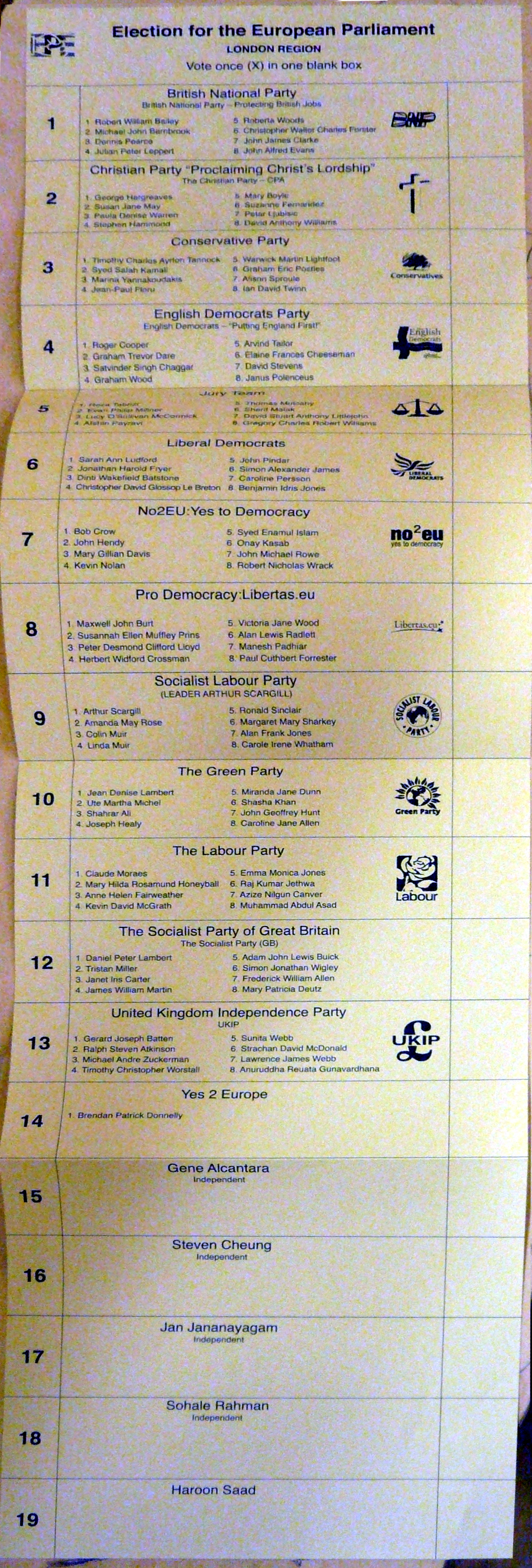

Volby do Evropského parlamentu ve Spojeném království proběhly ve čtvrtek 4. června 2009, souběžně s lokálními volbami v Anglii. Z voleb vzešlo celkem 72 britských zástupců v Evropském parlamentu s mandátem do roku 2014. Ve volbách zvítězila nejsilnější opoziční Konzervativní strana, naopak porážku utrpěli vládnoucí Labouristé, kteří skončili až na třetím místě. Mandáty získaly i další strany, včetně krajně pravicové Britské národní strany.
V Anglii, Skotsku a Walesu byla pro rozdělení mandátů užita D'Hondtova metoda, zatímco v Severním Irsku byl použit volební systém jednoho přenosného hlasu (STV).

## Volební obvody
Následující tabulka uvádí 12 volebních obvodů v rámci Spojeného království. Počet mandátů je srovnáván s rokem 2004 (Velká Británie přišla kvůli rozšiřování Evropské unie o 6 mandátů).
| Obvod                 | Mandátů v roce 2004 | Mandátů v roce 2009 | Změna      |
| --------------------- | ------------------- | ------------------- | ---------- |
| East Midlands         | 6                   | 5                   | −1         |
| Východní Anglie       | 7                   | 7                   | beze změny |
| Londýn                | 9                   | 8                   | −1         |
| Severovýchodní Anglie | 3                   | 3                   | beze změny |
| Severozápadní Anglie  | 9                   | 8                   | −1         |
| Jihovýchodní Anglie   | 10                  | 10                  | beze změny |
| Jihozápadní Anglie    | 7                   | 6                   | −1         |
| West Midlands         | 7                   | 6                   | −1         |
| Yorkshire a Humber    | 6                   | 6                   | beze změny |
| Wales                 | 4                   | 4                   | beze změny |
| Skotsko               | 7                   | 6                   | −1         |
| Severní Irsko         | 3                   | 3                   | beze změny |

## Výsledky voleb

### Velká Británie
| Strana                                                                      | Frakce v EP | Hlasy     | v %    | Mandáty | +/− |
| --------------------------------------------------------------------------- | ----------- | --------- | ------ | ------- | --- |
| Konzervativní strana, Conservative Party                                    | ED          | 4 198 394 | 27,7   | 25      | +1  |
| Strana nezávislosti Spojeného království, United Kingdom Independence Party | IND/DEM     | 2 498 226 | 16,5   | 13      | +1  |
| Labouristická strana, Labour Party                                          | PES         | 2 381 760 | 15,7   | 13      | −5  |
| Liberální demokraté, Liberal Democrats                                      | ALDE        | 2 080 613 | 13,7   | 11      | +1  |
| Zelená strana Anglie a Walesu, Green Party of England and Wales             | EG-EFA      | 1 223 303 | 8,6    | 2       | +2  |
| Britská národní strana, British National Party                              |             | 943 598   | 6,2    | 2       | +2  |
| Skotská národní strana, Scottish National Party                             | EG-EFA      | 321 007   | 2,1    | 2       | 0   |
| Velšská strana, Plaid Cymru                                                 | EG-EFA      | 126 702   | 0,8    | 1       | 0   |
| Strana anglických demokratů, English Democrats Party                        |             | 279 801   | 1,8    | 0       | 0   |
| Křesťanská strana, Christian Party                                          |             | 249 493   | 1,6    | 0       | 0   |
| Socialistická labouristická strana, Socialist Labour Party                  |             | 173 115   | 1,1    | 0       | 0   |
| Ne EU – Ano demokracii, No to the EU – Yes to Democracy                     |             | 153 236   | 1,0    | 0       | 0   |
| Skotská strana zelených, Scottish Green Party                               | EG-EFA      | 80 442    | 0,5    | 0       | 0   |
| Jury Team                                                                   |             | 78 569    | 0,5    | 0       | 0   |
| United Kingdom First Party                                                  |             | 74 007    | 0,5    | 0       | 0   |
| Pro-Democracy: Libertas.eu                                                  |             | 73 544    | 0,5    | 0       | 0   |
| Strana důchodců, Pensioners Party                                           |             | 37 785    | 0,2    | 0       | 0   |
| Mebyon Kernow                                                               |             | 14 922    | 0,1    | 0       | 0   |
| Animal Count                                                                |             | 13 201    | 0,1    | 0       | 0   |
| Skotská socialistická strana, Scottish Socialist Party                      |             | 10 404    | 0,1    | 0       | 0   |
| ostatní                                                                     |             | < 10 000  | 0      | 0       |     |
| Celkem                                                                      | /           |           | 100,00 | 72      | −6  |

### Severní Irsko
| Strana                                       | Kandidát        | Frakce v EP | Preferenční hlasy | v %  | Mandáty |
| -------------------------------------------- | --------------- | ----------- | ----------------- | ---- | ------- |
| Sinn Féin                                    | Bairbre de Brún | UEL-NGL     | 126 184           | 25,8 | 1       |
| Demokratická unionistická strana             | Diane Dodds     |             | 88 346            | 18,1 | -       |
| CP & UUP                                     | Jim Nicholson   | ED          | 82 892            | 17,0 | -       |
| Sociálně demokratická a labouristická strana | Alban Maginness | PES         | 78 489            | 16,1 | -       |